# Regius Professor of Open Education (Milton Keynes)
Der Regius Professor of Open Education ist eine 2013 anlässlich des 60. Thronjubiläums von Königin Elizabeth II. eingerichtete Regius Professur für Erziehungswissenschaften, insbesondere Fernunterricht, an der Open University in Milton Keynes. Zusammen mit dieser Professur wurden elf weitere Regius Professuren gestiftet.

## Geschichte der Professur

### Stiftung der Professur
2013 wurden Pläne bekannt, für jedes Jahrzehnt der Regentschaft von Elisabeth II. eine Regius-Professur zu unterstützen. Die eingereichten Vorschläge waren für das Beratungsgremium unter der Leitung von Graeme Davies und die Queen so überzeugend, dass schließlich doppelt so viele, nämlich zwölf Professuren benannt wurden, darunter eine Professur an der einzigen Universität des Landes, die ausschließlich Korrespondenzkurse anbietet. In den 100 Jahren vor dieser Stiftung war außer einer Stiftung im Jahr 2009 anlässlich des 200. Geburtstags von Charles Darwin keine Regius Professur mehr gegründet worden. Die letzte erfolgte noch durch Queen Victoria. Die Gründe für die Wahl wurden nicht offengelegt. Gemeinhin wird aber das hohe akademische Niveau als wesentlicher Faktor bezeichnet. So benennt die Stiftungsurkunde der gleichzeitig gestifteten Regius Professur für Mathematik an der University of Warwick in recognition of outstanding teaching and research, ohne auf die Bewertung einzugehen.

## Inhaber
| Name           | Namenszusatz | von  | bis | Anmerkung |
| -------------- | ------------ | ---- | --- | --- |
| Eileen Scanlon | O.B.E.       | 2016 |     | Eileen Scanlon, durch Ehe mit dem Leiter der University of Edinburgh, Timothy O’Shea, auch als Lady O’Shea bekannt, leitete seit 2004 verschiedene Arbeitsgruppen in der Open University, die sich mit computerbasiertem Lernen beschäftigten. |